# Abenaki
Abenaki (Abnaki, Alnôbak) là một bộ lạc người Mỹ bản địa và một chính phủ nhóm quốc gia đầu tiên. Họ là một trong những dân tộc nói tiếng Algonquian của vùng đông bắc Bắc Mỹ. Người Abenaki sống ở Quebec và Maritimes, Canada và vùng New England của Hoa Kỳ, một khu vực được gọi là Wabanahkik ("vùng đất bình minh") trong nhóm ngôn ngữ Algonquian miền đông. Người Abenaki là một trong năm thành viên của liên minh Wabanaki. "Abenaki" là một nhóm ngôn ngữ và địa lý; lịch sử không có một chính quyền trung ương mạnh, nhưng như được liệt kê bên dưới một số lượng lớn của các nhóm và bộ tộc nhỏ hơn, họ chia sẻ nhiều đặc điểm văn hóa, và họ đến với nhau như một cộng đồng hậu tương tác sau khi bộ tộc ban đầu đã bị tiêu hao do thực dân, chiến tranh và bệnh tật.